# ميكي كوك
ميكي كوك (بالإنجليزية: Micky Cook)‏ (9 أبريل 1951 في المملكة المتحدة - ) هو لاعب كرة قدم بريطاني في مركز الدفاع. لعب مع كولتشستر يونايتد ونادي ليتون أورينت.